# 真光院 (大阪市)
真光院（しんこういん）は、大阪市天王寺区にある和宗の寺院。総本山四天王寺の支院。山号は光徳山。本尊は阿弥陀如来。

## 歴史
寺伝によれば、推古天皇2年（594年）聖徳太子の草創で、用明天皇追孝の念仏法会を修した折に、天竺祇園精舎の西北角に当たる無常院に模して、四天王寺の無常院菩提所と定めた。本尊を引導仏と称した。
当院に聖徳太子が6万体の石地蔵尊を刻んで納めたといい、六万体町という地名にその名を残している。

## 境内
- 本堂
- 庫裏
- 不動堂
- 六万体地蔵尊
- 稲荷社
- 鐘楼門 - 門の上部が鐘楼となっている。

## 前後の札所
摂津国八十八箇所
23 青蓮寺　-　24 真光院　-　25 四天王寺

## 交通
- 谷町線四天王寺前夕陽ヶ丘駅より、南西に徒歩2分